# Фијат CR.32
Фијат CR.32 (итал. Fiat CR.32) је италијански једномоторни, једноседи, двокрилни ловачки авион. Авион је први пут полетео 1933. године а производила га је фирма Fiat Aviazione (Фиат Авиационе).

## Пројектовање и развој
Авион Фијат CR.32 је пројектован на бази својих претходника Фиат CR.20 и Фиат CR.30. У односу на CR.30 нови ловац који је структурно био веома близак њему. Пројектант је побољшао аеродинамику и мало смањио величину. Управљивост је побољшана прерасподелом терета - углавном због премештања резервоара за гориво. Конципиран је као сескиплан (двокрилац са доњим мањим крилом), облог трупа са отвореним кокпитом, са снажним Fiat A.30 RА.bis V12-то цилиндричним, течношћу хлађеним мотором  распореда цилиндара. Конструкција авиона је била потпуно метална мешовита челика и дуралуминијума у комбинацији са лаком облогом делимично платно и алуминијумски лим. Фиксни класични стајни трап је предвиђен са два независна точка са уграђеним уљно-пнеуматским амортизерима, кочницама а на репу уместо дрљаче предвиђен је гумени точак. Авион је пројектовао тим на чијем је челу био инг. Celestino Rosatelli. Авион је први пут полетео 28. априла 1933. а у борбену употребу уведен је већ 1935. године. Током употребе развијено је четири употребљаване верзије ових авиона а произведен је у укупном броју од 1.212 примерака.

## Технички опис
Труп има металну конструкцију комбинација челика и дуралуминијума која је формирала заобљени облик трупа. Предњи део трупа у коме се налази мотор до пилотске кабине је обложен алуминијумским лимом а остатак пилотска кабина и део трупа према репу је облепљен обојеним платном. У трупу се налазила отворена пилотска кабина са ветробранским стаклом, наслоном за главу пилота и потребним инструментаријумом за сигуран лет. Прегледност из пилотске кабине је била добра јер се хладњак мотора налазио испод мотора а мотор и улазно излазни канали расхладног ваздуха одлично укомпоновани у труп авиона. При обликовању предњег дела авиона водило се рачуна о аеродинамици и што мањем аеродинамичком отпору.
Највећи број авиона CR.32 је био опремљен V12-то цилиндричним течношћу хлађеним мотором  распореда цилиндара Fiat A.30 RА.bis снаге 600  (441 kW). На вратилу мотора је била причвршћена метална двокрака вучна елиса Хамилтон, променљивог корака пре стартовања мотора.
Крила су правоугаоног облика са полукружним завршецима и припадају класи са танким профилом. Горње крило је било веће површине него доње, конструкција им је била од лаких легура дуралуминијума и челика. Облога крила је била од обојеног платна. Крила су са две челичне рамењаче направљене у виду решеткасте греде. Конструкција елерона је направљена од дурала а облога од платна. Елерони се налазе само на горњим крилима. Горња и доња крила су међусобно била повезана и укрућена V упорницама направљених од челичних цеви (Воренова греда). На споју горњих крила смештен је резервоар горива.
Репне површине се састоје од фиксних стабилизатора (вертикални и хоризонтални) и кормила дубине и правца. Њихова конструкција је као и крила метална а облога од платна.
Стајни орган је био класичан, направљен као челична конструкција од заварених танкозидих цеви. Точкови су били независни (нема осовине између њих). Сваки точак је челичном виљушком везан за труп авиона а у стубове ослонце су уграђени уљно-пнеуматски амортизери. У точкове су уграђене кочнице а обложени су аеродинамичком маским у циљу смањења отпора ваздуху. На репном делу се налази гумени точкић уместо еластичне дрљаче.

## Наоружање
Авион је био наоружан са два фиксна, са елисом синхронизована митраљеза, која су се налазила испред пилота на горњој страни трупа, изнад мотора и пуцала су кроз обртно поље елисе. Поред тога има верзија ових авиона који су додатно наоружавани митраљезима од 7,7 или 12,7 mm који су качени испод крила.
| Наоружање авиона: Фиат         |                  |
| Ватрено (стрељачко) наоружање  |                  |
| Топ                            |                  |
| Митраљез                       |                  |
| Број и ознака митраљеза        | 2 х Бреда САФАТ  |
| Број метака                    | 350 по митраљезу |
| Калибар                        | 12,7             |
| Бомбардерско наоружање (бомбе) |                  |
| Укупна маса                    | до 100           |
| Ракетно наоружање (ракете)     |                  |

## Верзије
- CR.32 – основна производна верзија са мотором Fiat A.30 RА.bis снаге 600 KS (441 kW).
- CR.32 bis – модел из 1934. године, већа тежина, спорији, додата два митраљеза 7,7 mm на доњем крилу, већи резервоари за гориво.
- CR.32 ter – модел из 1937. године, мање техничке измене, стандардно наоружање.
- CR.32 quater – модел из 1938. радио опрема, стандардно наоружање.
- HA-132-L Chirri – лиценцирана шпанска верзија произведена у фабрици Хиспано-Суиза.
- CR.33 - модел са мотором  Fiat AC.33RC 700 KS (520 kW), направљена три прототипа.
- CR.40 - један прототип са Bristol Mercury IV радијалним мотором.
- CR.40bis - само један прототип.
- CR.41 - само један прототип.

## Оперативно коришћење
Намена авиона Фиат CR.32 је пре свега била ловачка заштита ваздушног простора, ваздушна борба са непријатељским авионима, заштита и пратња својих авиона (бомбардера и транспортера). Поред тога коришћен је и као јуришник за подршку трупама и против-партизанска дејства. У поморству му је задатак био да патролира и открива пловне објекте и напада их, врши заштиту бродова и конвоја, лука и линија снабдевања. Поред ових задатака овај авион има и значајну улогу у образовању треба да служи школовању и тренажи пилота.
Производња авиона Фиат CR.32 је почела у марту 1934. и остао је у производњи до 1939. Укупно је произведено 1.212 авиона у Италији у четири главне верзије, заједно са 100 произведених по лиценци у Шпанији.
Најзначајнија употреба овог авиона је била у Шпанском грађанском рату у коме је у периоду од 1936 до 39. испоручено укупно 377 CR.32 авиона. На крају рата у марту 1939. било је у употреби још 199 авиона. Преживели италијански авиони су предати шпанском ратном ваздухопловству а њихове посаде су се вратиле кући. У току рата у Шпанији CR.32 се огледао са ловцима који су учествовали са друге стране. CR.32 је брзо надмашио И-15 (двокрилац Поликарпов И-15), поседујући већу ватрену моћ. Моноплан Поликарпов И-16 је био потенцијално опаснији, са максималном брзином преко 120 km/h већом од оне код CR.32, али CR.32 је био боље наоружан, са два митраљеза калибра 12,7 mm у односу на четири митраљеза калибра 7,7 mm код И-16. И-16 је имао бољи круг окретања, већу брзину понирања и био је лакши за маневрисање. Са Хокер фјурием се није могао поредити. Објективно гледано овај авион је био веома успешан нарочито у борби противу бомбардера СБ који су летели без ловачке пратње.
После Шпаније ови авиони су узели учешће у Другом светском рату али су били знатно лошији од брзих једнокрилних ловаца. CR.32 је повучен са прве линије фронта до маја 1941, и уступио то место савременијем и бољем авиону  CR.42. Преживели авиони су коришћени као борбени тренажери од тада до италијанске капитулације у септембру 1943. године.
Авион CR.32 је направио одличан комерцијалан посао. Аустрија је 1936. године купила 45 ових авиона. Парагвај је поручио 1937. године 10 авиона. Шпанији је 1937. испоручено 60 а 1938. још 27 авиона. Мађарска је купила 76 авиона 1935-36. године. Кина је 1933. године купила 16 авиона који су учествовали у Јапанско-Кинеском рату 1934-36. Венецуела је 1938-39. купила 10 ових авиона.

### Сачувани примерци
Сачувано је два примерка овог авиона и налазе се као музејски примерци у следећим музејима:
- Museo Storico, Vigna di Valle Italia
- Museo de Aeronáutica y Astronáutica, Madrid, Spain

## Земље које су користиле авион
| - Аргентина - Аустрија - Трећи рајх - Италија - Парагвај | - Шпанија - Мађарска - Кина - Венецуела |